# Pietro Vitalini
Pietro Vitalini (né le 29 septembre 1967 à Bormio, dans la province de Sondrio, en Lombardie) est un ancien skieur alpin italien.

## Palmarès

### Coupe du Monde
- Meilleur classement final: 17e en 1997.
- Meilleur résultat: 2e.